# Raquel Jaramillo Palacio
Raquel Jaramillo Palacio, que signa les seues obres sota el nom R. J. Palacio (Nova York, 13 de juliol de 1963), és una escriptora nord-americana descendent de colombians. És autora de novel·les juvenils, entre elles Wonder, basada en la qual s'ha filmat una pel·lícula homònima que es va estrenar el 14 de novembre de 2017.
Actualment, viu a Nova York al costat del seu marit i els seus dos fills.